# Argyresthia canadensis
Argyresthia canadensis is een vlinder uit de familie van de pedaalmotten (Argyresthiidae). De wetenschappelijke naam van de soort werd in 1972 gepubliceerd door Freeman.